# Вавчуга (деревня)
Вавчуга — деревня в Холмогорском районе Архангельской области. Входит в сельское поселение «Холмогорское». Административно относится к Ломоносовскому сельсовету.

## География
Расположена на правом берегу Северной Двины при впадении в неё реки Вавчуга, образуещее озеро Вавчугское, в 7 километрах к югу от посёлка Луковецкий, в 13 км к востоку от села Холмогоры и в 70 км к юго-востоку от Архангельска.

## История
Известна с середины XVI века. Выходцы из Новгорода братья Осип и Фёдор Андреевичи Баженины построили здесь первое в России лесопильное предприятие — водяную пильную мельницу — и стали продавать доски иностранным купцам. Пётр I поддержал Бажениных, дав им 10 февраля 1693 года жалованную грамоту, в которой указал «мельницами в старинной деревне Вавчуге построенными и заводами владеть, и на тех мельницах хлебные запасы и лес растирать и продавать на Холмогорах и у Архангельска города русским людям и иноземцам». 2 февраля 1700 года Баженины получили жалованную грамоту на сооружение верфи и строительство кораблей и яхт. Энергичные братья в 1700 году построили в Вавчуге верфь, заложили на ней два торговых судна, завели канатный, прядильный и парусный заводы для производства такелажа. Первые суда были спущены к весне 1702 года.
В 1704 году Баженины получили разрешение рубить лес по Двине. Вавчугская верфь братьев Бажениных стала первым в России купеческим судостроительным предприятием. Вавчужские суда пользовались славой даже за границей. Всего здесь было спущено на воду более 120 торговых и промысловых судов.

## Население
| 2002 | 2010 | 2012 |
| ---- | ---- | ---- |
| 19   | ↘5   | ↗8   |

## Известные уроженцы, жители
- Латкин, Николай Васильевич (1832—1904) — писатель, золотопромышленник, географ, общественный деятель.

## Инфраструктура
Личное подсобное хозяйство с зоной сельскохозяйственного использования, индивидуальная застройка усадебного типа. Туризм. 

## Памятные места, достопримечательности
Дом Баженовых

## Транспорт
Деревня доступна автомобильным и водным транспортом.  